# Takumi Uesato
Takumi Uesato (født 29. april 1990) er en tidligere japansk fodboldspiller.
Han har spillet for flere forskellige klubber i sin karriere, herunder Kyoto Sanga FC.